# Hiboka geayi
Hiboka geayi is een spinnensoort in de taxonomische indeling van de valdeurspinnen (Idiopidae).
Het dier behoort tot het geslacht Hiboka. De wetenschappelijke naam van de soort werd voor het eerst geldig gepubliceerd in 1922 door Jean-Louis Fage.